# بشير بوجليد
بشير بوجليد(مواليد 23 ديسمبر 1978) هو لاعب كرة قدم جزائري.

## المسيرة
في 1997، وقّع أول عقد احترافي له مع نادي شبيبة برج منايل. في 1999، وقع مع نادي شبيبة القبائل. في 2001، قضي موسمين في اتحاد بلدية خميس الخشنة. في 2003، وقع مع اتحاد الشاوية. في 2005، تم ضمه إلى نادي أهلي برج بوعريريج حيث تألق وأصبح هداف النادي في موسمي 2006-2007 و2007-2008. في فترة الانتقالات الصيفية لعام 2008 عاد إلى نادي شبيبة القبائل.
في 2009، لعب مع نصر حسين داي ومولودية قسنطينة.